# Hans Hermann von Berlepsch
Hans Hermann Freiherr von Berlepsch (né le 30 mars 1843 à Dresde - mort le 2 juin 1926 à Seebach) est un juriste, un homme politique et un réformateur social prussien. 

## Biographie
Von Berlepsch est le fils aîné d'August Adolph von Berlepsch. Après des études de droit à l'université de Göttingen où il est membre du Corps Saxonia, il est nommé administrateur de l'arrondissement de Kattowitz (de) en 1872. En 1881, il est nommé vice-président du gouvernement à Coblence puis trois ans plus tard chef de gouvernement à Düsseldorf. En octobre 1889, von Berlepsch est nommé haut président de la province de Rhénanie. C'est à ce poste qu'il mène les négociations avec les représentants ouvriers pendant la grève des mineurs. Le respect dont il fait preuve face aux ouvriers est tout à fait inhabituel pour un noble prussien. Le 31 janvier 1890, grâce à ses connaissances sur le commerce entre l'est et l'ouest, il est nommé ministre du commerce et de l'industrie auprès du chancelier Leo von Caprivi dont il soutient la politique.
Au cours de l'industrialisation de l'empire allemand, il intervient en faveur des intérêts des ouvriers. En mars 1890, il mène la conférence internationale pour la protection des ouvriers et l'année suivante, il formule le correctif au code de l'industrie qui sera publié par la suite. Pour Berlepsch, on doit donner aux travailleurs la possibilité de prendre part à la vie politique et sociale et ne plus les assister comme c'est le cas dans l'État bismarckien. Ce n'est qu'à ce prix que seront balayés les courants radicaux et anarchistes. En juin 1896, il quitte son poste de ministre à cause de la résistance qu'on lui oppose face à ses réformes jugées comme allant trop loin, c'est le début de l'"ère Stumm". Von Berlepsch continue à soutenir les ouvriers malgré sa démission. Il aide ainsi à la création de la Société internationale pour la protection légale des travailleurs et devient président de la Société allemande pour la réforme sociale.
En 1880, Diedrich Uhlhorn Junior (de) baptise une variété de pommes de son nom, c'est la Berlepsch.